# Amphimallon peropacum
Amphimallon peropacum är en skalbaggsart som beskrevs av Edmund Reitter 1911. Amphimallon peropacum ingår i släktet Amphimallon och familjen Melolonthidae. Inga underarter finns listade i Catalogue of Life.